# Шрамко, Ирина Борисовна
Шрамко Ирина Борисовна (род. 1961) — украинский археолог и педагог, доцент Харьковского национального университета им. В. Н. Каразина.

## Биография
Родилась 22 января 1961 в городе Харькове. Дочь известного археолога и историка Бориса Шрамко. В 1984 г. окончила исторический факультет Донецкого государственного университета. Ещё со школы начала принимать участие в различных археологических экспедициях на территории Харьковской и Полтавской областей. В 1984 г работала учителем истории в школе № 89 г. Харькова. С 1987 по 2008 гг была руководителем археологических кружков Харьковского областного дворца детского и юношеского творчества.
С 1987 г. руководит археологической экспедицией на Бельском городище, где исследует его западное укрепление. В течение последних десяти лет проводит раскопки на различных поселениях эпохи бронзы, скифского времени, раннего и позднего средневековья на территории г. Харькова и Харьковской области. Среди них наиболее известны поселение скифского времени в ур. Барчаны (2002), Дробянское (2005), ур. Саржин Яр, (2006), ул. Циолковского (г. Люботин)(2006), ул. Пушкинская (Молодёжный Парк, Харьков)(2009), Песочин-Мобиль (2006, 2008), Новоселовка (2010, 2011), курганный могильник Куми (2010). Впервые на Харьковщине исследовано многослойное поселение с отложениями золотоордынского времени в ур. Олешки (2006,2007).
В 1995 г. защитила кандидатскую диссертацию «Кузнечное ремесло у племен бассейна Ворсклы и Псла в скифскую эпоху». С 1995 г. — член Харьковского областного историко-археологического общества (ХИАО). С 2005 года — член правления ХИАО, член редколлегии ежегодника «Древности». С 2004 по 2011 гг. возглавляла ДП ОАСУ «Слобожанская археологическая служба». С 2005 г. — доцент кафедры историографии, источниковедения и археологии исторического факультета Харьковского национального университет имени В. Н. Каразина. Читает спецкурсы «Археология раннего железного века Европы», «Проблемы археологической хронологии» и др. Опубликовала около 80 научных работ. Для школ подготовила авторскую программу факультатива «Археология родного края». С 2005 по 2011 гг. — член Полевого комитета ИА НАН Украины. Руководит археологической практикой на Бельском городище. Специализируется на изучении проблем археологии раннего железного века Восточной Европы. C 2012 г. — директор Музея археологии Харьковского национального университета имени В. Н. Каразина.

## Научная деятельность
- Опубликовала более 80 научных работ; для школ подготовила авторскую программу «Археология родного края»;
- подготовила спецкурсы «Проблемы археологической хронологии» и «Археология раннего железного века»;
- выяснила весь металлургический процесс и определила инструментарий который существовал в скифское время;
- впервые выделила новый тип гончарных печей (по материалам раскопок поселения «Липовая Роща»);
- впервые выявила особенности изготовления скифских черпаков;
- впервые выделила двухкамерные жилища существовавшие в скифское время;
- впервые исследовала памятник золотоординского времени на Харьковщине «Олешки», выделила материальную культуру характерную для этой эпохи.
- Многолетние исследования И. Б. Шрамко на Бельском городище позволили сделать хронологическую колонку для раннескифского периода Северного Причерноморья, и выделить этапы существования такого грандиозного комплекса, каким было Бельское городища.

## Научные работы
1. Шрамко И. Б. Кузнечное ремесло у племен бассейна р. Ворсклы в VII—III вв. до н. э. // Донецкий ун-т. — Донецк, 1987. — 61 с. — Рукопись депонирована в ИНИОН АН СССР № 298883 от 17.06. 1987. — М., 1987.
2. Шрамко И. Б. Изготовление топоров и тесел у лесостепных племён бассейна Ворсклы в скифское время // Проблемы охраны и исследований памятников археологии в Донбассе: Тез. докл. — Донецк, 1989. — С. 145—150.
3. Шрамко И. Б. Способы упрочнения железных изделий ремесленниками бассейна Ворсклы в VII—IV вв. до н. э. // Охрана и исследование памятников археологии Полтавщины: Тез. докладов и сообщений второго обл. научно — практического семинара. — Полтава, 1989. — С. 47 — 49.
4. Шрамко И. Б. К вопросу о применении закалки стали в Скифии // Проблеми історії та археології давнього населення УРСР: Тези доп. — К., 1989. — С. 16 — 18.
5. Ш рамко И. Б. Технологія виготовлення серпів у населення скіфського часу басейну Ворскли // Тези доповідей і повідомлень першої Полтавської наукової конференції з історичного краєзнавства. — Полтава, 1989. — С. 108—109.
6. Шрамко И. Б. Кузница Бельского городища // Археологические исследования в центральном Черноземье в 12 пятилетке: Тез. докл. — Белгород, 1990. — С. 107—108.
7. Шрамко И. Б. Сварные изделия скифского времени в бассейне Ворсклы // Охорона та дослідження пам’яток археології Полтавщини; тези доп. Третього науково — практичного семінару. — Полтава, 1990. — С. 137—139.
8. Радзиевская В. Е., Шрамко И. Б. Гончарные печи скифской эпохи в бассейне Северского Донца // Проблемы исследования памятников археологии Северского Донца. -Тез. конф. — Луганск, 1990. — С. 82 — 83.
9. Шрамко І. Б., Шрамко Б. А. Оборонні споруди Великого Більского городища // Пам’ятки археології Полтавщини. — Полтава, 1991. — С. 44 — 49.
10. Шрамко И. Б. Исследование двух мечей из коллекции Полтавского краеведческого музея // 100 — річчя Полтавского краєзнавчого музею. — Частина друга. Археологія Полтавщини. — Полтава, 1991. — С. 70 — 72.
11. Шрамко И. Б. Об одном типе мечей скифской эпохи // История и археология Слободской Украины. — Харьков, 1992. — С. 221—223.
12. Шрамко И. Б. Кузнечное ремесло у населения скифского времени в бассейнах Ворсклы и Псла. Диссертация на соискание ученой степени кандидата исторических наук .- Київ,1994 // НА ИАНАНУ. Ф. 12/752
13. Шрамко І. Б. Ковальське ремесло у населення скіфського часу в басейнах Ворскли та Псла. — Автореф. дис. на здоб. … кандидата історичних наук. — К., 1994. — 21 с.
14. Шрамко И. Б. Развитие кузнечного ремесла у племен бассейнов Ворсклы и Псла в скифскую эпоху // Древности 1994. — Харьков, 1994. — С. 43 — 57.
15. Шрамко И. Б. Новые исследования Западного укрепления Бельского городищ а // Древности 1994. — Харьков, 1994. — С. 190—191.
16. Шрамко И. Б. Раскопки на Западном укреплении Бельского городища в 1994 г. // Древности 1995. — Харьков, 1995. — С. 174.
17. Шрамко И. Б. Краткие итоги исследований на Западном укреплении Бельского городища в 1994 году // Полтавський археологічний збірник. — Полтава, 1995. — № 3. — С. 66 — 71.
18. Шрамко Б. А., Шрамко И. Б. Ямные сыродутные горны в Скифии // Проблемы археологии, древней и средневековой истории Украины. Тез докл. — Харьков, 1995. — С. 58 — 59.
19. Вальчак С. Б., Шрамко И. Б. Псалий бронзового века с Западного Бельска // Більське городище в контексті вивчення пам’яток раннього залізного віку Європи. — Полтава, 1996. — С. 146—151.
20. Шрамко И. Б. Раскопки Западного укрепления Бельского городища // Археологічні дослідження в Україні 1993 року. — К., 1997. — С. 96 — 97.
21. Шрамко И. Б. Работы на Западном укреплении Бельского городища в 1995—1997 годах // Древности 1997—1998. — Харьков, 1999. — С. 208—209.
22. Шрамко И. Б. Техника конструирования черпаков скифского времени // Археологічний літопис Лівобережної України. — Полтава.- № 2/1999. — С. 19 — 20.
23. Шрамко И. Б. Некоторые итоги исследования 28 зольника Западного укрепления Бельского городища // Археология и древняя архитектура Левобережной Украины и смежных территорий. — Донецк, 2000. — С. 30 — 31.
24. Шрамко И. Б. Исследование округи Люботинского городища // Археологічний літопис Лівобережної України. — Полтава, 2003. — № 2/2002 — 1/2003. — С. 102—108.
25. Задников С. А., Шрамко И. Б. Памятники скифского времени в бассейне реки Ольховатки // Проблеми історії та археології Украіни. Збірник доповідей міжнародної наукової конференції до 100-річчя XII археологічного зїзду в м. Харкові 25 — 26 жовтня. — Харків, 2003. — С. 37 — 40.
26. Шрамко И. Б., Задников С. А., Зоря А. О. Селище скифского времени у с. Червоносово // Древности 2004. — Харьков, 2004. — С. 27 — 32.
27. Шрамко И. Б. О начальном периоде существования Бельского городища // Від Кіммерії до Сарматії, 60 років відділу скіфо — сарматської археології. — К., 2004. — С. 103—106.
28. Шрамко И. Б. Об одном типе жилищ скифского времени в Днепровской Лесостепи // Проблемы истории и археологии Украины. — Харьков 2004. — С. 34.
29. Шрамко И. Б. Новые данные о наземных жилищах Днепровской Лесостепи в скифскую эпоху // Древности 2005. — Харьков, 2005. — С. 24 — 34.
30. Шрамко І. Б. Ранній період в історії геродотовського Гелону (за матеріалами розкопок зольника № 5) // Більске городище та його округа (до 100- річчя початку польових досліджень). — К., 2006. — С. 33 — 56.
31. Шрамко И. Б. К вопросу о кузнечных инструментах ремесленников скифской эпох и // Археологическое изучение центральной России. — Липецк, 2006. — С. 203—206.
32. Шрамко І. Б., Задніков С. А. Культові споруди VI ст. до н. е. Західного Більського городища // Археологічний літопис Лівобережної України. — № 2*2006. — Полтава, 2006. — С. 12 — 28.
33. Шрамко І. Б., Задніков С. А. Розкопки зольника № 5 в 2004 р на Західному укріпленні Більського городища // Археологічні дослідження в Україні 2004—2005. — Вип. 8. — Київ — Запоріжжя: ІА НАН України, Дике поле, 2006. — С. 58 — 62.
34. Шрамко І. Б., Голубєва І. В., Задніков С. А. Археологічні дослідження на території Харківської області в 2005 р. // Археологічні дослідження в Україні 2004 −2005. — Вип. 8. — Київ-Запоріжжя: ІА НАН України, Дике поле, 2006. — С. 388—393.
35. Шрамко І. Б. Поселення скіфського часу «Саржин Яр»// Тринадцяті Сумцовські читання. Матеріали наукової конференції «Сучасний музейний заклад: проблеми вивчення, збереження та популяризації національної історико — культурної спадщини». 18 квітня 2007р. — Харків, 2007. — С. 120—121.
36. Шрамко І. Б., Голубєва І. В., Задніков С. А., Окатенко А. М., Пеляшенко К. Ю. Археологічні розвідки в м. Харкові та Харківській області в 2006 р. // Археологічні дослідження в Україні 2005—2007 рр. — Київ-Запоріжжя, 2007. -Вип. 9. — С. 424—429.
37. Шрамко І. Б., Задніков С. А. Р езультати археологічного дослідження Більського городища в 2006 р. // Археологічні дослідження в Україні 2005—2007 рр. — Київ-Запоріжжя, 2007. — Вип. 9. — С. 429—431.
38. Шрамко И. Б., Задников С. А., Пеляшенко К. Ю. Охранные исследования поселения скифского времени « Саржин Яр» // Археологічні дослідження в Україні 2005—2007 рр. — Київ — Запоріжжя, 2007. — Вип. 9. — С. 431—435.
39. Шрамко І. Б., Корохіна А. В. Охоронні дослідження поселення із матеріалами доби бронзи-раннього заліза «Пісочин-Мобіль» // Археологічні дослідження в Україні 2005—2007 рр. — Київ-Запоріжжя, 2007. — Вип. 9. — С. 436—439.
40. Шрамко И. Б., Задников С. А., Пеляшенко К. Ю. Новые исследования памятников скифского времени на Харьковщине // Проблемы археологи Восточной Европы. — Харьков, 2008. — С. 146—163.
41. Задніков С. А., Шрамко І. Б. Розкопки зольника 13 на Західному укріпленні Більского городища // Археологічні дослідження в Україні 2006—2007.- К., 2009. — С. 8 — 10.
42. Задников С. А., Шрамко И. Б. К вопросу о первых контактах населения Бельского городища с античным миром // Боспорский феномен. Искусство на периферии античного мира: материалы научной конференции. — СПб.: Нестор — История, 2009. — С. 473—477.
43. Шрамко И. Б. Исследование зольника 10 на Западном укреплении Бельского городища в 2008 г. // Археологічні дослідження в Україні 2008. — К., 2009. — С. 323—324.
44. Шрамко І. Б., Голубєва І. В., Задніков С. А., Окатенко В. М., Пеляшенко К. Ю. Археологічні розвідки в м. Харків і Харківській обл.. у 2008 р. // Археологічні дослідження в Україні 2008. — К., 2009. — С. 325—328.
45. Шрамко И. Б. Задников С. А. Охранные исследования многослойного поселения Песочин-Мобиль 2 под Харьковым в 2008 г. // Археологічні дослідження в Україні 2008.- К., 2009.- С. 329—331.
46. Бондарь К. М., Шрамко И. Б., Виршило И. В., Хоменко Р. В., Задников С. А. Магнитные исследования скифских зольников Западного Бельского городища в 2005—2007 гг. // Археология и геоинформатика. — Выпуск 5. — Москва 2008. — CD
47. Буйнов Ю. В., Скирда В. В., Шрамко І. Б. Методичні рекомендації з археологічної практики для студентів І курсу історичного факультету. — Харків, 2009. — 54 с.
48. Шрамко И. Б. Бельское городище: основные этапы развития // Проблемы истории и археологии Украины: Материалы VII Международной научной конференции (Харьков, 28 — 29 октября 2010 г.). — Харьков, 2010. — С. 31.
49. Шрамко И. Б., Задников С. А. Новые находки ранней античной керамики на Бельском городище // ΣΥΜΒΟΛΑ. — Вып.1. — Москва — Киев, 2010. — С. 294—300.
50. Шрамко И. Б., Задников С. А. Поселение XIV века «Олешки» на Северском Донце // Степи Европы в эпоху средневековья. Т. 8. Золотоордынское время. — Донецк, 2010. — Т.8. — С. 163—230.
51. Шрамко И. Б. Охранные раскопки поселения скифского времени Молодёжный Парк в Харькове // Археологічні дослідження в Україні 2009. — Київ, Луцьк, 2010. — С. 477—478.
52. Шрамко І. Б., Голубєва І. В., Задніков С. А., Пеляшенко К. Ю. Дослідження в м. Харків і Харківській обл. в 2009 р. (за матеріалами експертиз) // Археологічні дослідження в Україні 2009. — Київ, Луцьк, 2010. — С. 482—485.
53. Шрамко И. Б. Охранные исследования поселения скифского времени у с. Новоселовка // Археологічні дослідження в Україні — 2010. — К., Полтава, 2011. — С. 376—377.
54. Шрамко І. Б. Рятівні дослідження курганного могильника Куми на території Красноградського району Харківської области // Археологічні дослідження в Україні — 2010. — К., Полтава, 2011. — С. 378.
55. Шрамко І. Б., Голубєва І. В., Задніков С. А., Пеляшенко К. Ю. Результати досліджень в м. Харків та Харківській області у 2009—2010 рр. (за матеріалами наукових експертиз) // Археологічні дослідження в Україні — 2010. — К., Полтава, 2011. — С. 379—383.
56. Шрамко И. Б., Задников С. А. Работы на Западном укреплении Бельского городища // Археологічні дослідження в Україні — 2010.- К., Полтава, 2011. — С. 384—385.
57. Задников С. А., Шрамко И. Б. Античный импорт третьей четверти VII — первой четверти VI в. до н. э. на Бельском городище (по материалам 2008 и 2009 гг) // Древности Восточной Европы. Сборник научных трудов к 90-летию Б. А. Шрамко. — Харьков, 2011. — С. 138—147.
58. Шрамко И. Б. Бельское городище — крупнейший поселенческий комплекс Лесостепной Скифии // Феномен Більського городища: збереження, дослідження та популяризація найбільшої в Європі пам’ятки доби раннього залізного віку. — Київ: Центр пам’яткознавства НАН України і УТОПІК, 2012. — С. 5 — 8.
59. Шрамко И. Б., Задников С. А. Работы на Западном укреплении Бельского городища // Археологічні дослідження в Україні 2011 р. — Київ, 2012. — С. 391.
90. Голубєва І. В., Задніков С. А., Пеляшенко К. Ю., Шрамко І. Б. Результати досліджень в м. Харків і Харківської обл. у листопаді 2010 — листопаді 2011 рр. (за матеріалами наукових експертиз) // Археологічні дослідження в Україні 2011 р. — Київ, Волинські Старожитності, 2012. — С. 431—434.
61. Шрамко И. Б., Пеляшенко К. Ю., Задников С. А. Охранные раскопки поселения скифского времени у с. Новоселовк а // Археологічні дослідження в Україні 2011 р. — Київ, Волинські Старожитності, 2012. — С. 446—447.
62. Шрамко И. Б., Буйнов Ю. В. Переход от бронзы к железу в Днепро-Донецкой Лесостепи // Российский археологический ежегодник. — № 2. — 2012. — СПб, 2012. — 309—332.
63. Шрамко И. Б. Большие городища Лесостепной Скифии // Проблемы истории и археологии Украины. Материалы VIII Международной научной конференции. 9 — 10 ноября 2012. — Харьков, 2012. — С. 36.
64. Шрамко И. Б. Зольники Западного Бельского городища: планиграфия и хронология // Славяне Восточной Европы накануне образования Древнерусского государства. Материалы международной конференции, посвященной 110-летию со дня рождения Ивана Ивановича Ляпушкина (1902—1968) 3 — 5 декабря 2012 г. Санкт — Петербург. — СПб: СОЛО, 2012. — С. 168—172.
65. Шрамко И. Б. Вклад А. О. Зори в исследование археологических памятников Харьковщины // Краеведческие чтения (тезисы докладов за 2012 год). — Харьков, 2013. — С. 54-56.